# Phrasaeng
Phrasaeng (em tailandês: อำเภอเวียงสระ) é um distrito da província de Surat Thani, no sul da Tailândia. É um dos 19 distritos que compõem a província. Sua população, de acordo com dados de 2012, era de 67 817 habitantes. Sua área territorial é de 950 km².
Foi elevado à categoria de distrito em 1 de agosto de 1938.

## Geografia
Phrasaeng situa-se no sul da província de Surat Thani. Os distritos vizinhos são: Phanom, Khian Sa, Wiang Sa, Chai Buri. Limita-se também com os distritos de Tham Phannara e Thung Yai, da província de Nakhon Si Thammarat, e Khao Phanom e Plai Phraya, da província de Krabi.